# Winspear Opera House

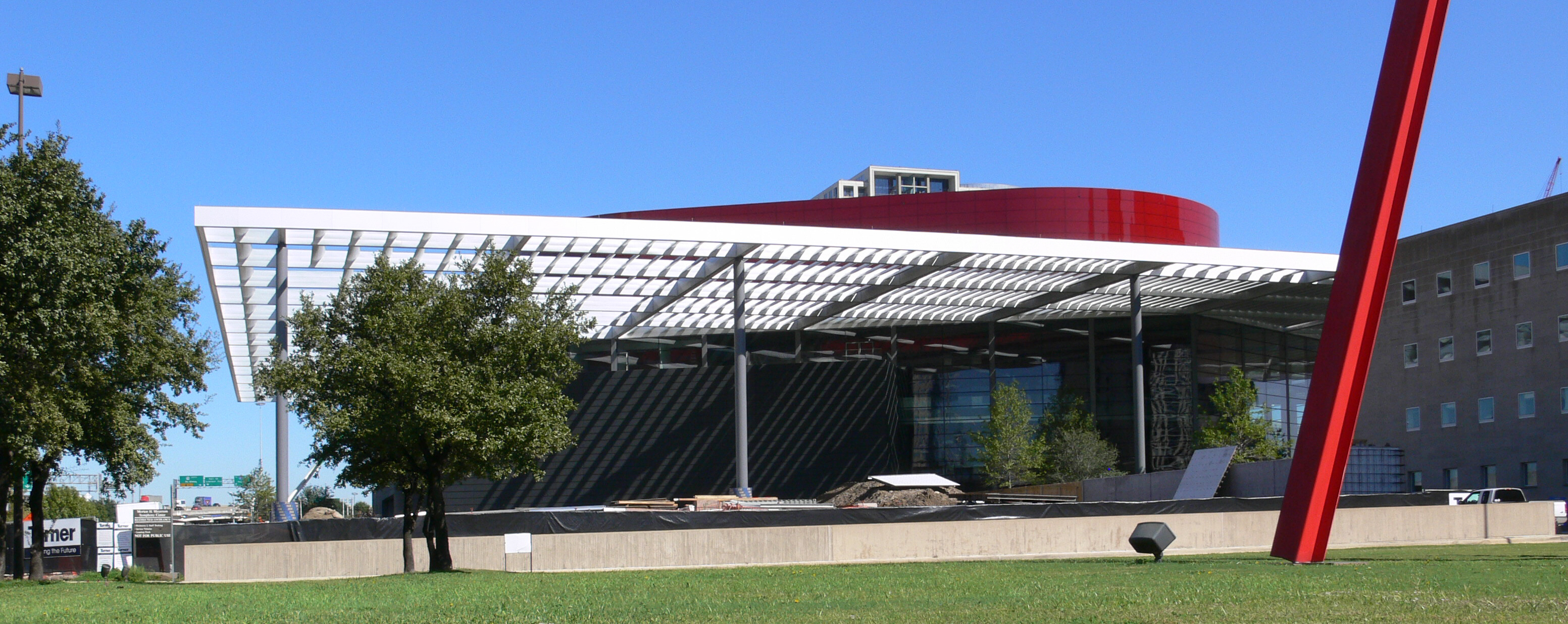

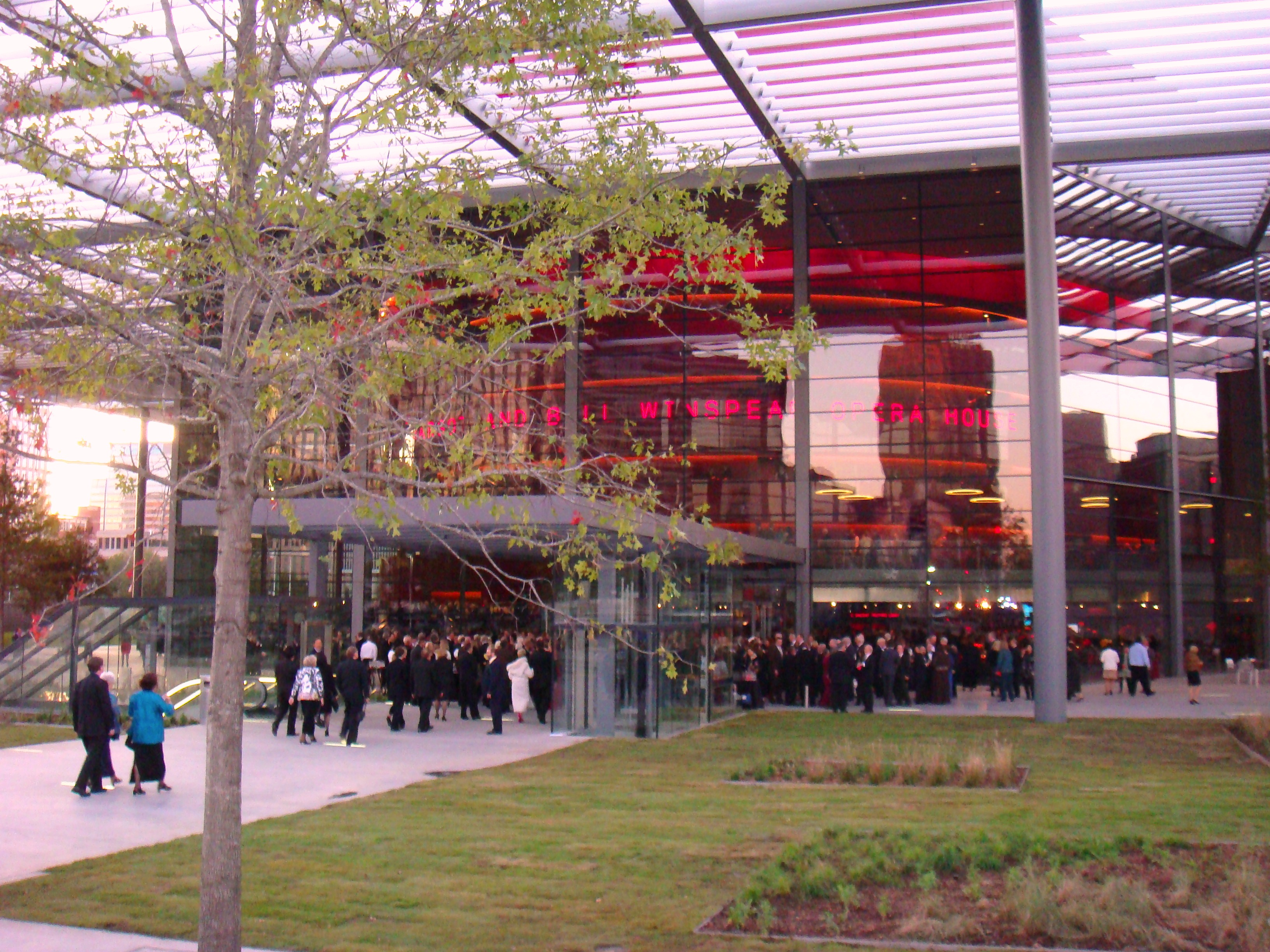

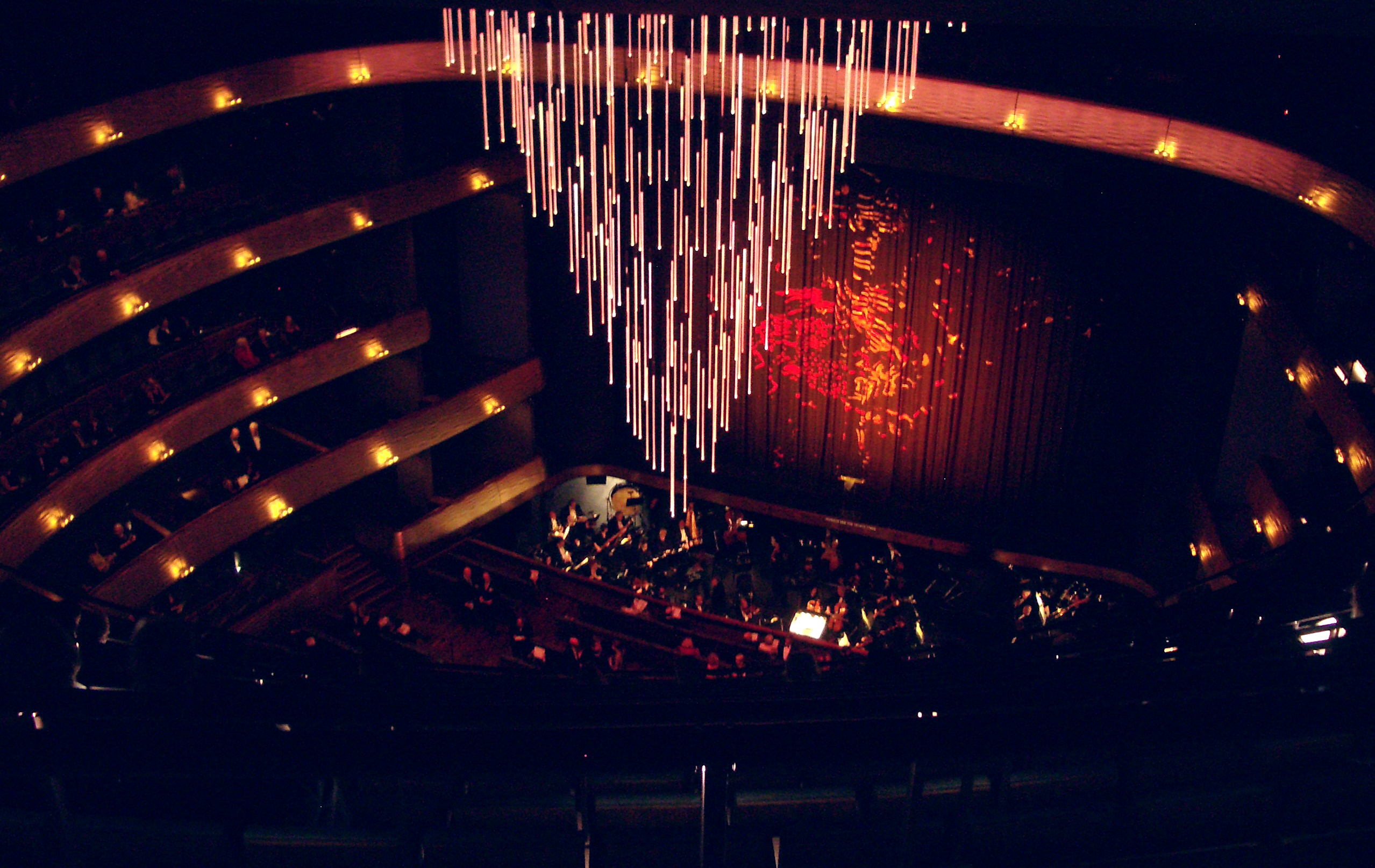

Winspear Opera House es el teatro de ópera de Dallas, Texas inaugurado en 2009.
Diseñado por Norman Foster es parte del Dallas Center for the Performing Arts con capacidad para 2,200 espectadores.
Lleva el nombre de los filántropos Margot y Bill Winspear como sede de las compañías de ópera de Dallas, Texas Ballet Theater y otras organizaciones menores.